# Eragrostis lutescens
Eragrostis lutescens är en gräsart som beskrevs av Frank Lamson Scribner. Eragrostis lutescens ingår i släktet kärleksgrässläktet, och familjen gräs. Inga underarter finns listade i Catalogue of Life.